# Pietro Participazio
Pietro Participazio (939-942) fue, por tradición, el vigésimo dux de la República de Venecia.

## Historia
Era hijo del 18.º dux, Orso II Participazio. Parece que durante su reinado no hizo nada digno de documentar; él murió tres años después de su elección, y fue enterrado en la iglesia de San Felice di Ammiana, donde también había sido enterrado su padre antes que él.
| Predecesor: Pietro II Candiano | Dux de Venecia 939-942 | Sucesor: Pietro III Candiano |

- Datos: Q183137
- Multimedia: Pietro Participazio / Q183137